# Discorso di Benito Mussolini del 3 gennaio 1925
(Benito Mussolini)
Il discorso di Benito Mussolini del 3 gennaio 1925 (detto anche discorso di Mussolini sul delitto Matteotti) è il discorso pronunciato dal presidente del consiglio dei ministri Benito Mussolini nel pomeriggio del 3 gennaio 1925 alla Camera dei deputati del Regno d'Italia, ed è considerato il principio del ventennio fascista in Italia, concretizzatosi nei mesi seguenti con le leggi fascistissime. Quest'ultimo si concluderà poi nel 1945.
Il suo intento ebbe successo, per il corredo di minaccia che ebbe la sfida all’opposizione a presentare un formale atto di accusa contro di lui: le finali parole - "nelle quarantott'ore successive a questo mio discorso, la situazione sarà chiarita su tutta l'area" - furono seguite dalla circolare di Luigi Federzoni ai prefetti, che dispose drastiche limitazioni alla libertà di stampa e la chiusura di tutti i circoli dei partiti di opposizione in tutto il Paese.

## Antefatto

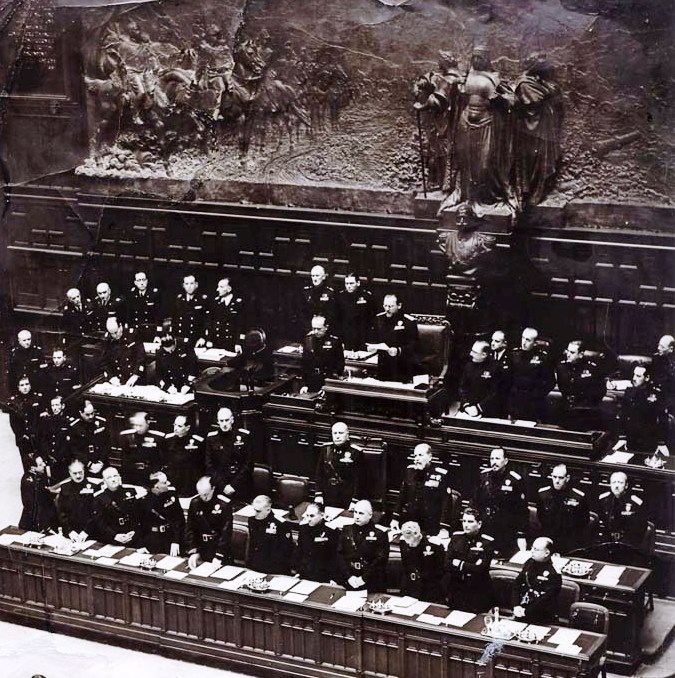
Mussolini e i ministri fascisti seduti nei banchi del Governo alla Camera dei deputati del Regno d'Italia.

Il discorso in Parlamento di Giacomo Matteotti del 30 maggio 1924 sui brogli elettorali, aveva creato grande disagio al governo Mussolini. Il successivo omicidio del parlamentare fu attribuito dalle opposizioni, e da parte della stampa indipendente e dell'opinione pubblica, alla diretta o comunque connivente responsabilità dei vertici del fascismo.
Nel mese di dicembre 1924, in una situazione di forti tensioni interne al Partito Fascista e al governo a causa di una discussa riforma dell'esercito, Mussolini propose una nuova legge elettorale che ripristinava il collegio uninominale, creando scompiglio tra l'opposizione e i partiti di maggioranza. Dato il contesto di instabilità del governo, e la minaccia della riforma elettorale che colpiva i partiti di massa socialisti e popolari, venne pubblicato dai capi dell'opposizione il memoriale di Cesare Rossi, che accusava e provava la complicità dei vertici del fascismo nel delitto Matteotti. 
Il 29 dicembre 1924, Mussolini convocò i direttori dei giornali del Partito per dichiarare che "il tentare di separare il Capo dai gregari è fatica vanissima ed insana" e che sarebbero stati adottati a breve "gli ordinati sviluppi legislativi della nostra Rivoluzione, che dovranno adeguare uomini ed istituti alle necessità sempre maggiori della Patria". Seguì il pronunciamento di una quarantina di consoli della Milizia che, guidati da Enzo Emilio Galbiati e Aldo Tarabella, il 31 dicembre 1924 si presentarono a palazzo Venezia per chiedere a Mussolini di farla finita con il rispetto della legalità.
Il giorno prima del discorso, l'Alta Corte di Giustizia aveva assunto una testimonianza, sia pure de relato, rilevante per risalire alla responsabilità di Mussolini nell'organizzazione delle violenze contro gli oppositori politici.
Mussolini cercò di superare l'impasse in un discorso, tenuto il 3 gennaio 1925, con cui, assumendosi la responsabilità "morale" e non materiale dell'omicidio, tentò di chiudere la questione e risolvere la posizione difficile in cui si era venuto a trovare il Partito fascista.

## Contenuti
Di seguito si riportano l'incipit, il momento saliente e la chiusura del discorso:
Il discorso che sto per pronunziare dinanzi a voi forse non potrà essere a rigore di termini classificato come un discorso parlamentare. Può darsi che alla fine qualcuno di voi trovi che questo discorso si riallaccia, sia pure traverso il varco del tempo trascorso, a quello che io pronunciai in questa stessa aula il 16 novembre. Un discorso di siffatto genere può condurre e può anche non condurre ad un voto politico. Si sappia ad ogni modo che io non cerco questo voto politico. Non lo desidero: ne ho avuti troppi. L’articolo 47 dello Statuto dice: «La Camera dei deputati ha il diritto di accusare i ministri del re e di tradurli dinanzi all’Alta corte di giustizia.» Domando formalmente se in questa Camera, o fuori di questa Camera, c’è qualcuno che si voglia valere dell’articolo 47.
Il mio discorso sarà quindi chiarissimo, e tale da determinare una chiarificazione assoluta. Voi intendete che dopo aver lungamente camminato insieme con dei compagni di viaggio ai quali del resto andrebbe sempre la nostra gratitudine per quello che hanno fatto, è necessaria una sosta per vedere se la stessa strada con gli stessi compagni può essere ancora percorsa nell’avvenire.
Sono io, o signori, che levo in quest’Aula l’accusa contro me stesso.
Si è detto che io avrei fondato una Ceka Dove? Quando? In qual modo? Nessuno potrebbe dirlo. ...(omissis)
Ma poi, o signori, quali farfalle andiamo a cercare sotto l’arco di Tito? 
Ebbene, io dichiaro qui, al cospetto di questa assemblea, ed al cospetto di tutto il popolo italiano, che assumo (io solo!) la responsabilità (politica! morale! storica!) di tutto quanto è avvenuto. Se le frasi più o meno storpiate bastano per impiccare un uomo, fuori il palo e fuori la corda! Se il Fascismo non è stato che olio di ricino e manganello e non invece una superba passione della migliore gioventù italiana, a me la colpa! Se il Fascismo è stato un’associazione a delinquere (omissis), a me la responsabilità di questo, perché questo clima storico, politico e morale io l’ho creato.
(omissis)...Ora io oso dire che il problema sarà risolto. Il Fascismo, Governo e Partito, è in piena efficienza. Signori, vi siete fatte delle illusioni! Voi avete creduto che il Fascismo fosse finito perché io lo comprimevo, che il Partito fosse morto perché io lo castigavo e poi avevo anche la crudeltà di dirlo. Se io la centesima parte dell’energia che ho messo a comprimerlo la mettessi a scatenarlo, oh, vedreste allora…
Ma non ci sarà bisogno di questo, perché il Governo è abbastanza forte per stroncare in pieno e definitivamente la sedizione dell’Aventino. 
L’Italia, o signori, vuole la pace, vuole la tranquillità, vuole la calma laboriosa; gliela daremo con l’amore, se è possibile, o con la forza se sarà necessario. Voi state certi che nelle 48 ore successive al mio discorso, la situazione sarà chiarita su tutta l’area, come dicono. E tutti sappiamo che non è capriccio di persona, che non è libidine di governo, che non è passione ignobile, ma è soltanto amore sconfinato e possente per la Patria.»
(Discorso completo)
In questo discorso Mussolini si assunse "la responsabilità politica, morale e storica" di quanto era avvenuto in Italia negli ultimi mesi e specificamente del delitto Matteotti, «ma al tempo stesso se ne chiamò fuori descrivendolo come la conseguenza del clima politico violento dell’Italia di quegli anni». Il discorso è ritenuto dagli storici l'atto costitutivo del fascismo come regime autoritario come afferma anche Renzo De Felice, uno dei maggiori studiosi del fascismo.
I punti principali del discorso sono:
- Articolo 47 dello Statuto Albertino:

La Camera dei Deputati ha il diritto di accusare i Ministri del Re e di tradurli dinanzi all’Alta Corte di Giustizia.»
- La Čeka sovietica e la presunta "Čeka" fascista.
- Discorso del deputato fascista Carlo Delcroix del 6 giugno 1924.
- Occupazione di Corfù (29 agosto - 27 settembre 1923)
- Reintroduzione della pena di morte.
- Secessione dell'Aventino.
- Responsabilità politica, morale, storica di tutto quanto è avvenuto in Italia dall'inizio del fascismo con particolare riferimento all'omicidio del deputato Giacomo Matteotti.[13]
- Incidenti in Veneto dell'1-3 gennaio 1925 tra fascisti e antifascisti.

## Seguiti
La spavalda oratoria di Mussolini si cumulò all'incapacità dell'opposizione a reagire, nel decretare il successo della spregiudicata manovra politica sottesa al discorso. 
(Gaetano Salvemini, Roberto Vivarelli, Scritti sul fascismo, 1974, volume 3, p. 470)
Nella notte del 3 gennaio Luigi Federzoni, ministro dell'Interno, inviò ai prefetti due telegrammi riservati che traducevano in pratica i propositi autoritari di Mussolini. Le disposizioni invitavano, in particolare, le autorità a esercitare la sorveglianza più vigile su circoli, associazioni, esercizi pubblici che potessero costituire pericolo per l'ordine pubblico e, se del caso, ad attuarne la chiusura forzata. Le autorità erano altresì autorizzate ad avvalersi senza scrupoli del fermo temporaneo nei confronti degli oppositori politici. Inoltre i prefetti venivano invitati ad applicare con rigore assoluto il decreto-legge atto a «reprimere gli abusi della stampa periodica», approvato durante il Consiglio dei ministri del 7 luglio 1924, ma fino a questo momento usato quasi esclusivamente nei confronti della stampa di ispirazione comunista. Il decreto conferiva ai prefetti, ossia al governo, il potere di diffidare o addirittura sequestrare il giornale che diffondesse «notizie false e tendenziose atte a turbare l'ordine pubblico». Una successiva circolare interpretativa del ministro Federzoni aveva subito sgombrato il campo dagli equivoci: il giornale poteva essere sequestrato anche se la notizia pubblicata si fosse rivelata vera. Era evidente, pertanto, lo scopo illiberale e dittatorio che il provvedimento doveva raggiungere: l'annientamento, grazie ai continui sequestri, di tutta la stampa d'opposizione.
Nell'arco di una settimana il Ministro dell'Interno poté illustrare in sede di Consiglio dei ministri i risultati raggiunti dai provvedimenti adottati nella notte fra il 3 e il 4 gennaio: i prefetti si avvalsero senza esitazione dei poteri che erano stati loro attribuiti e centinaia di persone furono arrestate. Un gran numero di locali e associazioni venne chiuso usando qualsiasi pretesto.
Il 14 gennaio la Camera approvò in blocco e senza discussione moltissimi decreti-legge emanati dal governo, la cui conversione era stata rinviata a seguito della chiusura dei lavori a giugno dell'anno prima. Il discorso di Mussolini costituì quindi un atto di forza, con cui convenzionalmente si fa iniziare la fase dittatoriale del fascismo: nel giro di due anni ebbe luogo il mutamento conseguente dell'ordinamento giuridico, mediante quelle che poi furono denominate leggi fascistissime.
Gli aventinisti, sia per la paura di ritorsioni sia per i forti frazionismi interni, si attestarono nella sterile testimonianza. Conseguenze del discorso furono successivi atti formali che portarono, come atto finale della secessione dell'Aventino, alla decadenza del mandato parlamentare per le opposizioni e alla graduale delegittimazione e annullamento delle funzioni democratiche del Parlamento.

### Commenti
Carlo Bazzi, il giornalista filofascista coinvolto nel delitto Matteotti, dall'esilio francese scrisse nel 1925 che “della forza Mussolini non ha che la maschera, le espressioni verbali, i gesti esteriori. Mussolini è un debole. Chi lo ha visto da presso nei primi giorni del delitto Matteotti sa in quale miserando stato si era ridotto. Per rimetterlo, ci sono voluti quasi sei mesi, durante i quali il più animale istinto di conservazione lo ha tratto ad ordire una rete d'inganni e di insidie, da cui quella disperata consigliera che è la paura gli prometteva salvezza. Quando, nel gennaio 1925, ha creduto maturi gli inganni da un lato, dall'altro preclusa ogni diversa via e sufficientemente compromessi i compagni di lotta, ha rifatto la voce grossa”.
Lo stesso Mussolini, nella voce da lui curata nella Enciclopedia Treccani, sostenne il valore fondativo di quel discorso: "Che cosa essa avrebbe potuto dare all'Italia, nel caso che le fosse riuscito di gettare a terra il fascismo? Un nuovo e peggior caos... Fino a che, il 3 gennaio 1925, un discorso di Mussolini, alla Camera, mostrò come egli riprendesse a pieno il timone della barca e fosse pronto a ingaggiare battaglia decisiva". Di conseguenza, esso entrò nell'eulogia del regime: ad esempio, nel 1938 il discorso venne commemorato al Teatro Adriano dal poeta, scrittore e drammaturgo e membro dell'Accademia d'Italia Filippo Tommaso Marinetti.
Il discorso è rievocato nei punti salienti nel film Il delitto Matteotti di Florestano Vancini, dove Mussolini è impersonato da Mario Adorf.
È stato messo in scena inoltre nella serie televisiva M - Il figlio del secolo, con Luca Marinelli nella parte di Mussolini.

### Qualificazioni giuridiche
L'articolo 3 del decreto legislativo luogotenenziale 27 luglio 1944, n. 159 qualifica come "colpo di Stato" quello del 3 gennaio 1925. Il testo del relativo discorso è conservato negli atti del secondo processo per il delitto Matteotti, condotto nel secondo Dopoguerra.